# Am Tag als Bobby Ewing starb
Am Tag als Bobby Ewing starb ist eine deutsche Filmproduktion aus dem Jahr 2005. In den Hauptrollen spielen Peter Lohmeyer, Gabriela Maria Schmeide und Franz Dinda.

## Handlung
Nach der Scheidung zieht Hanne mit ihrem Sohn Niels zu ihrem alten Freund Peter in eine Landkommune, die friedlich gegen das AKW Brokdorf demonstriert. Niels freundet sich mit der Tochter des Bürgermeisters und dem etwas langsamen Rakete an, während er erhebliche Differenzen mit dem überzeugten Pazifisten Peter hat. Alles gerät aus den Fugen, als am 29. April 1986, an dem Tag, an dem die Serienfigur Bobby Ewing aus Dallas stirbt, die Meldung über die Nuklearkatastrophe von Tschernobyl in den Nachrichten kommt.
Während im Dorf Schutzeinrichtungen gegen den radioaktiven Niederschlag, der vom Osten zu kommen droht, durch die Bevölkerung eingebaut werden (beispielsweise Folienabdeckungen an Fenstern und über Beeten), gerät Peter zusehends in Konflikt mit sich und seiner Umwelt, woraufhin er die Kommune in Richtung Portugal verlässt.
Hanne findet wieder zu ihrem Sohn, der sich für die Bundeswehr entschieden hat. In der Folgezeit kehrt Bobby Ewing in die Serie Dallas zurück und geht das AKW Brokdorf ans Netz; weitere geplante Atomkraftwerke an der Unterelbe werden jedoch nicht gebaut.

## Kritiken
- Für Thomas Schlömer des Filmspiegels ist schon der Anfang des Films „wie eine fantasielose Kopie der entsprechenden Sequenz aus Wolfgang Beckers ‚Good Bye, Lenin!‘“, die für ihn „keinen Zweifel am Anspruch des Films aufkommen [lässt] und auf die folgenden 100min seichte Unterhaltung [einstimmt].“[4]
- Schnitt.de hingegen sieht die 1980er Jahre in einer Rückblende „unter der von ulkiger Ausstattung und nostalgischem Witz geprägten Oberfläche“, die besonders durch den „hervorragenden“ Peter Lohmeyer zur Geltung kommt, „um den Eindruck zu erwecken, daß die 80er irgendwie noch weiter entfernt wirken, als sie es eigentlich sind.“[5]
- Das Lexikon des internationalen Films meint: „Eine unterhaltsame, präzis rekonstruierte und hervorragend gespielte Mischung aus Polit-Satire, Provinzkomödie und Coming-of-Age-Geschichte, die nie hämisch, sondern liebevoll und melancholisch einen Schwebezustand der Desorientierung beschreibt, der durch die Reaktor-Katastrophe in Tschernobyl durchgerüttelt wird und eine bis heute aktuelle Brisanz der Thematik offenbart.“[6]

## Auszeichnungen
2005: Max-Ophüls-Preis für die Beste Regie (Lars Jessen)

## Hintergrund
Der Regisseur lebte selbst als Kind in den 1980er Jahren einige Jahre mit seiner Mutter in einer Wohngemeinschaft bei Brokdorf, Niels ist hingegen bereits 17.